# Катастрофа ATR 72-200 компанії Aseman Airlines рейс № 3704 у Ірані
Катастрофа ATR 72-200 компанії Aseman Airlines рейс № 3704 в Ірані був запланованим Іранським внутрішнім пасажирським рейсом з Тегерану на Ясуджу перевізником виступала Iran Aseman Airlines. 18 лютого 2018, літак летів по рейсу, але ATR 72-200, розбився в районі Долина Дена у Гірському хребті Загрос близько Семіром, Ісфаган (провінція Ірану). Усі 60 пасажирів та 6 членів екіпажу загинули.

## Про літак
Літак ATR 72-212 серійний номер 391, повітряна реєстрація EP-ATS, побудований у жовтні 1993 року і перейшов в експлуатацію Iran Aseman Airlines 12 грудня того ж року. За 24 роки роботи серйозних інцидентів із повітряним судном не було.

## Розслідування
Іранський Червоний півмісяць після катастрофи розгорнув табір у цьому районі. Державне телебачення повідомило, що через погані погодні умови вертольоти пошуково-рятувальної групи не змогли дістатися до місця катастрофи в Загросі. Трохи пізніше було визначено місце аварії — гора Дена, літак зіткнувся з горою на висоті близько 4409 метрів. Повідомлялося також, що погані погодні умови на місці катастрофи перешкоджають роботі пошуково-рятувальних служб.

В інтерв'ю «Аль-Джазіра» фахівець із безпеки польотів від Flight International Девід Лермонт зазначив:
Схоже, що літак, що виконував початкове зниження, спочатку знаходився в неправильному положенні і врізався в гору… Такі проблеми виникають переважно з вини поганих навігаційних систем.